# 裏送り
裏送り（うらおくり）とは、放送のネットワークを通じての番組配信（ネット番組）において、キー局が自局で放送しているものとは別の番組・番組素材を系列ローカル局に送ること。または、その番組・番組素材自体。
「オンエアされている裏で別のやりとりを行う」ためにこの名がある。ローカル局側では裏送りの素材を受けた状態を裏受け（うらうけ）と呼ぶ。

## 概説
テレビ番組・ラジオ番組において、裏送りは、次のような場合になされる。
- 生放送の報道番組などで、各局送信の番組素材をキー局がリアルタイムに編集・放送する場合[3]
- 全国ネットの番組を放送中、キー局のみが、同一時刻に全国ネットとは異なる番組を放送する場合
- 全国ネットの番組を放送中、特定の系列ローカル局が、同一時刻に全国ネットとは異なる番組を放送する場合

裏送りには、一般的な中継放送同様、光ファイバー回線や人工衛星回線などが用いられる。裏送り・裏受けに用いる回線は放送に用いられる中継系統とは別に構築される。スタジオや副調整室以外での裏送り・裏受け回線は中継放送同様「臨時回線」と呼ばれる。
系列ローカル局において、番組編成上の事情で、送られてきた番組を同時刻に放送せず、あらかじめ素材をもらって全国時間より前倒しで放送する（先行ネット）、あるいは裏送り素材を自局で収録しておき（裏録り）、遅れた時間帯に放送する場合（遅れネット）も、裏送り・裏受けが行われる。

## 事例
- 全国ネット番組で地方局からの中継が出ても、その局がクロスネット局などの場合では、同時放送されていないという事例がある。
- 地方の民放が少なかった1960年代から1970年代には、キー局が複数の地方局向けに、遅れネットの裏録りまたは回線受けでのマイクロネット放送用にテレビアニメ・テレビドラマ・バラエティ番組（制作局ではゴールデンタイム・プライムタイムに放送されたもの）をスポンサードネット扱いで一定の時間を決めて裏送りした例があった。マイクロネット放送時には、複数の局で遅れ幅と放送時間（夕方枠や週末午後枠など）が同一となる例があった。
- キー局のみ、特別編成のためにレギュラー放送を行えない場合に、ネット局向けに裏送りを行う場合がある。
  - 制作局で休止になった回は、臨時的にインターネット上で配信される場合がある。
  - キー局で政見放送を行う場合に裏送りを行う例がある。日本放送協会（NHK）を例に取ると、選挙期間中、首都圏で政見放送（および時間調整のフィラー番組）が編成される場合、放送センター制作全国番組は裏送り放送となる[注 1]。
- NHK総合テレビでは、放送センター制作の全国放送される番組が下記のように関東地方で放送されない場合に裏送りとなる場合がある。
  - 2022年4月4日から2024年3月29日までの平日（祝日を除く）18時に放送されるNHKニュースは、関東地方及び関西地方で放送されないため、それ以外の地域への裏送りとなる。ただし、重大ニュースがある時や総理大臣会見がある場合は関東地方及び関西地方でも臨時に放送される。
  - 金曜日の編成のうち、放送センター制作首都圏ローカル番組（『首都圏情報 ネタドリ!』など）が枠拡大で20時台も放送する場合は、『チコちゃんに叱られる!』が放送センターからの裏送りにより地域情報番組を編成しない局向けの先行放送となる（この場合、首都圏などでは土曜8:15（「連続テレビ小説・ウイークリーダイジェスト」の総合テレビ放送枠終了後）からの再放送が番組表で本放送扱いとなる）。
- ニッポン放送が毎年12月24・25日に放送する『ラジオ・チャリティー・ミュージックソン』では、本来全国ネット番組の時間帯（一例として月曜日から金曜日での開催・放送の場合、24日19:00-20:50・22:00-24:00・25日1:00-3:00）において、ミュージックソン非参加局のうち『ミュージックソンスペシャル』（ニッポン放送と同時ネット）を放送しないネット局向けにも番組を制作している。
- スポーツ中継の事例
  - キー局がスポーツ中継を延長するかたわら、中継をネット受けしていないか、または延長せず打ち切ったネット局向けに、定時でレギュラー放送を送る例がある。
  - 朝日放送テレビは毎年8月、全国高等学校野球選手権大会を生中継放送するため、普段毎週土曜日に生放送している『朝だ!生です旅サラダ』はネット局向けに撮って出し収録したものを放送する（内容によってはまれに生放送を行うことがある）。毎週日曜日放送の「プリキュアシリーズ」はテレビ朝日をはじめとするネット局向けに連動データ放送を含めて同局からの裏送りで先行して放送する（2007年の『Yes!プリキュア5』と2020年の『ヒーリングっど♥プリキュア』を除く[注 2][注 3]）。なお、TVerでの配信は先行ネット局での放送後に配信が実施される。
  - CBCテレビは毎年4月下旬もしくは5月初旬に開催される男子ゴルフ『中日クラウンズ』を生中継放送するため、普段平日午後に生放送している『ゴゴスマ -GO GO!Smile!-』（13:55 - 15:49[注 4]）はTBSテレビをはじめとするネット局向けに同局からの裏送りで通常通り放送する[注 5][注 6]。逆に『東日本実業団対抗駅伝競走大会』をTBSテレビ制作で同局と一部ネット局が放送し、当該局が『ゴゴスマ』を休止する場合は、内包される最新ニュースのコーナーをTBSテレビが裏送りすることがある。
  - ラジオのプロ野球中継の全国放送は、ローカル局がクロスネットを敷いている場合が多く、2大ネットワーク（NRN・JRN）のやり取りを曜日ごとに変える取り決めなどのため、裏送りの体制が非常に複雑となっている。各局の具体的な事例については日本プロ野球中継番組一覧#ラジオ参照。
    - TBSラジオは、プロ野球中継の自局放送から撤退して以降も、DeNA主催試合を中心に地方局向けの裏送りを2022年まで継続していた。
    - ニッポン放送は、平日のナイター中継において、関東ローカルで巨人戦以外のカードを放送し、巨人戦は地方局への裏送りを行う場合がある。また、ニッポン放送と地方局が同一カードを放送する場合でも、実況と解説が関東ローカル向けと地方局向けで異なる場合があり、この場合も地方局向けの裏送りとなる[注 7]。
    - 文化放送は、土曜日・日曜日のナイター中継を地方局向けに裏送りしているが、2020年シーズン以降、中継する試合の主催およびビジター球団所在地の地元局以外で裏受けしているのは土曜日の山口放送のみであり、特に関東圏の球団やオリックスや2021年にSTVラジオが自社での放送を休止した日本ハムの相互の対戦、ビジターが2023年に九州朝日放送が自社での放送を休止したソフトバンクも加わると同局単独の放送となる[注 8]。
    - 制作局向けとビジターチーム本拠地のネット局向けに別々で制作する例。
      - 地元チームの試合をほぼ全試合放送する局では、ビジターの試合は開催地のネット局の制作で中継を行うことが多い。たとえばニッポン放送が巨人対阪神戦を放送する裏で、同時にヤクルト対広島戦を中国放送に送信するなど[注 9]。
      - ビジターチーム本拠地の局が2局以上ある地域（北海道・東海・関西・福岡）では、キー局がそれぞれの局向けに多重制作を行う。通常は片方の制作系統を担当外ネット局向けとする二重系統で、裏側（自局で流れない側）の中継についてはビジターチーム側のネット局から制作を受託する扱いとなるため、ネット局側の番組の体裁に合わせて制作されることが多い。聴取率調査期間などを中心に自局のみ系統・JRNネット局系統・NRNネット局系統の三重で制作されることもある。
        - HBCラジオはJRN/NRNクロスネットだが、野球中継に関しては原則JRNシングルネット扱いとなっている（一部の例外除く[注 10]）。
        - MBSラジオ・ABCラジオはともにNRN/JRNクロスネットだが、平日は曜日によって、土・日曜はデーゲームかナイターかによって裏受け元のネットワークを交互に分担している[注 11]。

      - JRN/NRNクロスネットの1局しかない地域の制作局（仙台・広島・その他地方開催[注 12]の場合）がホームチーム本拠地の全国中継を行う場合も、二重系統が組まれることがある。
      - なお、放送業界としては制作局とビジターチーム本拠地のネット局が一緒に制作する場合は「局間本番」、ビジターチーム本拠地のネット局が制作局に依頼してネット局向けに制作して貰う場合（＝裏送り）は「委託本番」と呼んでいる場合があるので注意を要する[5]。

  - テレビのプロ野球中継全国放送の事例。
    - 1960年代初期には、クロスネットや系列外ネットおよび制作要員派遣の都合で、ホームチーム側の地元局が自局で流れない裏送り中継を制作することが通例だった。たとえば1963年（昭和38年）6月20日（木曜日）、広島県では中国放送（RCC）が自局向けにTBS系の番組をネット受けで放送し、日本テレビ系向けには広島対巨人戦を裏送りした[6]。この試合は広島テレビが自局制作で中継し、フジテレビ系向けに放送していた。
こうした中継体制になった理由は、当時はテレビ4局放送地域で同一カードの放映担当局を各地方でネットワーク別に分散する関係上、2局以上の「並列放送」がしばしば行われていたためだった。
    - テレビネットワークの整備が完了して以降は、ホームチーム側の放送局の制作受託による純粋な裏送りとなる例はほとんど見られなくなった。ビジターチーム側の放送局が素材を受ける場合、球場に直接乗り込んで中継する例と、ホーム側の系列局ないし球団指定の公式中継素材提供会社の制作協力となる例が大半である。たとえばヤクルト対広島戦を広島県内でテレビ新広島が放送する場合は、フジテレビおよびヤクルト球団指定映像制作会社である「フジ・メディア・テクノロジー」の技術協力による自主制作となり、実況のみ自社スタジオからのオフチューブで行う一方、系列の異なる中国放送・広島テレビが一部年度で中継する場合は、前者は東通（現：TBSアクト）の、後者は日テレ・テクニカル・リソーシズの協力で独自映像を製作し（広島ホームテレビが制作する場合の協力会社は不明）、実況は制作時の事情により現地に乗り込むかオフチューブとするかのどちらかだった。
      - プロ野球中継の制作・放映権を持ちながら、制作局で編成上などの都合のため放送を行うことができず、他局のみで放送する実例として、東海テレビまたはCBCテレビが制作する中日ドラゴンズ主催試合を、三重テレビが『三重テレビナイター』として放送する場合がある[注 13]。
      - 同一の中継映像をもとに、衛星波（全国向け）と地上波（ローカル向け）で別の音声やスーパーを乗せ、一部映像のみを差し替えて放送する例もみられる（CBCテレビとJ SPORTSまたはBS-TBS・TBSチャンネルなど）。DeNA主催試合では、TBSテレビ・TBSアクトが制作した基本映像をDeNA球団からの提供扱いで他系列局や独立局が使用することもある。また、中京テレビが2023年5月12日にヤクルト対中日戦を中継した際には、前述の広島テレビと異なりフジ・メディア・テクノロジー制作の球団公式映像を使用したため、製作協力に同社がクレジットされていた。